# Grb Korčule
Grb Grada Korčule je grb u obliku polukruglog štita. Štit je plave boje s bijelim (srebrnim) stiliziranim kulama: kompozicija ulaza u grad – kula Revelin sa stubištem, a sa strane kule Kanavelić i Zakerjan. Na stubištu ispred gradskih vrata stoji sv. Marko u žutoj (zlatnoj) boji, uzdignutom desnicom blagoslivlje, a ljevicom drži na prsima knjigu Evanđelja. Omjer širine i dužine grba je 4,2 : 5.
Zastava Grada je plave boje sa žuto obrubljenim grbom Grada u sredini.